# Jeremy Hammond
Jeremy Hammond, né le 8 janvier 1985 dans l'Illinois, est un activiste et un hacker américain. Il est connu pour avoir dérobé, en piratant leur système informatique, des millions de communications et des coordonnées bancaires de clients à l'entreprise américaine d'intelligence économique Stratfor. 
Ces données ont ensuite été fournies par les Anonymous à WikiLeaks, qui les a rendues publiques. Ces données contenaient, entre autres, des informations internes relatives à la surveillance d'activistes écologistes en Inde autour de Bhopal (catastrophe chimique due à Union Carbide (UCC)), des mouvements d'Occupy Wall Street ou de PETA. Après leur mise en ligne, les coordonnées bancaires des clients des sociétés hackées ont été utilisées de manière illicite pour faire des dons, à hauteur de 700 000 dollars, à des organisations non gouvernementales.
Pour cette action, il a été condamné à 10 ans de prison le 15 novembre 2013. Le 18 novembre 2020, le compte Twitter de soutien Jeremy Hammond Support Committee annonce sa libération.
En février 2015, il est inscrit dans un fichier de personnes liées au terrorisme tenu par le FBI,.

## Arrestation et historique militant

### Marijuana
À deux occasions, en novembre 2004 et décembre 2010, Hammond fut arrêté pour possession de marijuana ,,.

## Soutiens
De nombreuses personnalités ont déclaré publiquement leur appui à Hammond. Parmi elles on retrouve l'activiste des Yes Men Andy Bichlbaum, le journaliste John Knefel, l'activiste du logiciel libre Richard Stallman, l'ex-journaliste du New York Times Chris Hedges,,, le président du Center for Constitutional Rights (en) Michael Ratner (en), la journaliste Alexa O'Brien (en), l'ex-directeur exécutif du National Lawyers Guild Heidi Boghosian (en), la députée de l'Althing Birgitta Jónsdóttir,, les ex-Weather Underground Bill Ayers et Bernardine Dohrn et le philosophe Peter Ludlow.